# Ana Belena

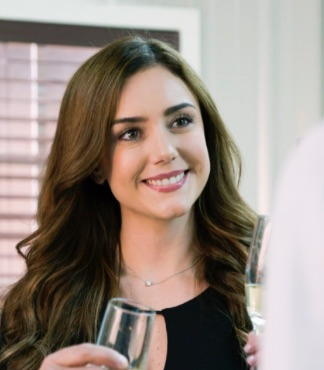
La actriz mexicana Ana Belena en la telenovela "Amor Amargo"

Ana Belena Fernández (Ciudad de México, 9 de octubre de 1988) es una actriz mexicana.

## Biografía
Nació el 9 de octubre de 1988 en la Ciudad de México. Se formó como actriz en el Centro de Formación Actoral de TV Azteca y comenzó su carrera artística en 2006. Ha participado en varias series y telenovelas.
Participó en las series de televisión Tengo todo excepto a ti (2008), Huérfanas (2011) y Los Rey (2012).
Inició su carrera de actuación en 2006 en el programa de televisión Lo que callamos las mujeres, a lo que le siguió su participación en la telenovela Bellezas indomables en 2007.
Más tarde se une al elenco de la telenovela Tengo todo excepto a ti, donde interpretó a Jackie Blaquier y con la despido del actor Gonzalo Vega, Ana se convierte en la protagonista junto con Daniel Elbittar en 2008. En 2009 se integra a la telenovela Eternamente tuya.
En 2010 antagonizó la telenovela La Loba interpretando a Felicia Irigoyen compartiendo créditos con estrellas como Ivonne Montero, Mauricio Islas y Regina Torné.
En 2011 consigue su primer protagónico en televisión en la telenovela Huérfanas donde compartió créditos con Fernando Alonso, Mariana Torres, Anna Ciocchetti y Ariel López Padilla.
En 2012 participó en Los Rey, interpretando a Julia Mariscal y en 2013 también participó en Hombre tenías que ser.
En 2015 antagoniza la telenovela UEPA! Un escenario para amar al lado de Gloria Stálina y Erick Chapa.

## Filmografía

### Telenovelas
- 2007, Bellezas indomables  ... Julieta Lorosqui
- 2008, Tengo todo excepto a ti  ... Jacqueline "Jackie" Blaquier
- 2009, Eternamente tuya ... Tania
- 2010, La loba  ... Felicia Irigoyen Nahman
- 2011, Huérfanas  ... Aralia Montemayor Allende
- 2012, Los Rey ... Julia Mariscal de Rey
- 2013, Hombre tenías que ser ... Aura Medina
- 2015, UEPA! Un escenario para amar ... Alexandra Williams.[4][5]
- 2016, Un día cualquiera ... "La muerte como mejor solución" Caso 2
- 2017-18, Sangre de mi tierra ... Aurora Castañeda Paredes
- 2018-19, La taxista ... Victoria "Vicky" Martínez Contreras
- 2021, Diseñando tu amor ... Helena Vargas Reyna[6]
- 2022-23, Corona de lágrimas ... Fernanda Varela[7]
- 2023-24, El maleficio ... Nora Alarcón del Olmo
- 2024-25, Amor amargo ... Gabriela Miranda San José
- 2025, Amanecer ... Atocha Carranza[8]

### Programa de televisión
- 2006-2013, Lo que callamos las mujeres.

Capítulos:
- 2006,  Solo Somos Nosotras
- 2006, Mi Esposo, Mi Hijo
- 2007, El Color de la Piel
- 2011, ¿Cuánto Vale esa Mujer?
- 2013, La Esperanza